# 太陽系外行星

HR 8799擁有四顆以逆時針方向繞行母恆星的行星。請注意，這不是實時觀察的視頻，而是使用十年來的7-10張靜態圖像並使用計算機插入運動而創建的視頻。

太陽系外行星或系外行星是位於太陽系之外，圍繞太陽以外的恆星公轉的行星。截至2024年4月1日，有4,161個已知的系外行星系統，合共有5,653顆已確認的系外行星，其中896個系統擁有不止一顆行星。
系外行星的第一個可能證據是在1917年被發現的，但當時沒有得到認可。1992年才首次確認了系外行星的發現。另一顆在1988年首次發現的系外行星，於2003年得到證實。詹姆斯·韋伯太空望遠鏡（JWST）有望發現更多的系外行星，並更深入地了解它們的特徵，例如它們的組成、環境條件和生命潛力。
探測系外行星的方法由許多種。凌日法和都卜勒光譜發現的最多，但這些方法存在明顯的觀測偏差，有利於探測恆星附近的行星；因此，探測到的系外行星85%都位於潮汐鎖定區域內。在一些情況下，在恆星周圍被觀測到多顆行星。大約五分之一是類太陽恆星，有一顆「地球大小」的行星是適居帶中的行星。假設銀河系中有2,000億顆恆星，可以假設銀河系中有110億顆潛在的地球大小的適居行星，如果包括圍繞眾多紅矮星運行的行星，則增加到400億顆。
已知的質量最小的系外行星是Draugr（也稱為PSR B1257+12 A或PSR B1257+12 b），質量大約是月球質量的兩倍。NASA外行星檔案館上列出的質量最大系外行星是HR 2562 b，質量大約是木星質量的30倍。然而，根據行星的一些定義（基於氘的核融合），它太大了，不可能成為一顆行星，而可能是一顆棕矮星。系外行星的已知軌道時間從不到一小時（對於那些最接近恆星的行星）到數千年不等。一些系外行星離恆星很遠，很難判斷它們是否與恆星有引力束縛。
到目前為止，幾乎所有探測到的行星都在銀河系內。然而，有證據表明銀河系外行星，即位於其它星系的系外行星，可能存在。最近的系外行星距離地球4.2 光年（1.3 秒差距），並圍繞離太陽最近的恆星比鄰星運行。
系外行星的發現增強了人們對尋找外星生命的興趣。人們特別感興趣的行星是在恆星的適居帶（或有時稱為「古迪洛克帶」）中運行的，在那裡液態水有可能存在於表面，這是我們所知道的生命的先決條件。 然而，對行星適居性的研究也考慮了一系列其他因素，以確定行星是否適合容納生命。
星際行星是指不圍繞任何恆星運行的行星。這類天體被認為是一類獨立的行星，尤其是如果它們是氣態巨行星，通常被視為次棕矮星。銀河系中的星際行星可能有幾十億甚至更多。

## 定義

### IAU
國際天文學聯合會（IAU）使用的官方「行星」一詞的定義僅涵蓋太陽系，因此不適用於系外行星。國際天文學聯合會的太陽系外行星工作組於2001年發表了一份立場聲明，其中載有「行星」的工作定義，並於2003年進行了修改。「系外行星」由以下標準定義：

- 圍繞恆星或恆星殘餘物運行的真實質量低於氘熱核融合極限質量的物體（現時計算為太陽金屬量物體的13木星質量）是「行星」（無論它們是如何形成的）。太陽系外物體被視為行星所需的最小質量/大小，應與太陽系中使用的質量/大小相同。
- 真實質量高於氘熱核融合極限質量下限的天體，無論它們是如何形成的或位於何處，是「棕矮星」。
- 年輕星團中質量低於氘熱核融合極限質量的自由漂浮物體不是「行星」，而是「次棕矮星」（或任何最合適的名稱）。

國際天文學聯合會F2委員會：系外行星和太陽系，於2018年8月對該工作定義進行了修訂。「系外行星」的官方工作定義如下：

- 真實質量低於氘熱核融合極限質量的天體（目前計算為太陽金屬量天體的13木星質量），圍繞恆星、棕矮星或恆星殘骸運行，並且其質量比低於L4/L5 不穩定性 （M/Mcentral < 2/（25+√621））是「行星」（無論它們是如何形成的）。
- 太陽系外物體被視為行星所需的最小質量/大小應與我們太陽系中使用的質量/大小相同。

IAU指出，這一定義有望隨著知識的進步而演變。

### 選擇
國際天文學聯合會的工作定義並不總是使用。另一種建議是，應該根據行星的形成將其與棕矮星區分開來。人們普遍認為，巨行星是通過核心吸積形成的，這有時可能會產生質量超過氘融合閾值的行星；這類大質量行星可能已經被觀測到了。棕矮星像恆星一樣是由氣體雲直接由引力坍縮形成的，這種形成機制也會產生低於13 MJup限制，可以低至1 MJup。在這個質量範圍內的天體，以數百或數千天文單位的寬闊間距繞恆星運行，並且具有大的恆星/天體質量比，很可能形成棕矮星；與吸積形成的行星相比，它們的大氣層可能比吸積形成的行星更類似於宿主恆星的成分，吸積形成的行星會含有更豐富的較重元素。截至2014年4月，大多數直接成像的系外行星都是大質量的，軌道很寬，因此可能代表了棕矮星形成的低質量端。
一項研究表明，上面的物體10 MJup通過引力不穩定性形成的，不應該被認為是行星。
此外，木星13倍的質量截斷並沒有確切的物理意義。氘融合可以發生在一些質量低於臨界值的物體上。氘的融合量在一定程度上取決於物體的成分。截至2011年，太陽系外行星百科全書包括質量高達25倍木星質量的天體，並說：「在觀測到的質譜中，13 MJup周圍沒有特殊特徵，這一事實强化了忘記這一質量極限的選擇。」。 
截至2016年，基於對質量-密度關係的研究，這一極限增加到木星質量的60倍。系外行星數據瀏覽器包括質量高達24木星質量的天體，並提供諮詢：「國際天文學聯合會（IAU）工作組的13木星質量區分對於具有岩石核心的行星來說在物理上是沒有動機的，並且由於sin i ambiguity，在觀測上是有問題的。」。NASA外行星檔案館包括質量（或最小質量）等於或小於30木星質量的物體。區分行星和棕矮星的另一個標準，不是氘的融合、形成過程或位置，而是核心壓力是否由庫侖壓力或電子簡並壓力主導，分界線約為5木星質量左右。

## 觀察歷史
早在十九世紀便有天文學家聲稱發現系外行星。1855年，在東印度公司馬德拉斯天文台工作的威廉·史蒂芬·雅各布發現蛇夫座70雙星系統軌道異常，懷疑當中有類似行星的物體；1890年代，芝加哥大學及美國海軍天文台的汤玛斯·杰佛逊·杰克逊·希聲稱軌道異常證明該系統當中有一個公轉週期為36年的黑暗物體，但福雷斯特·雷·莫尔顿隨即指出這樣的系統極不穩定。在1950至1960年代，斯沃斯莫爾學院的彼德·范·德·坎普聲稱發現了繞著巴納德星公轉的行星。後來的天文學家普遍認為這些早期觀測都是錯誤的。

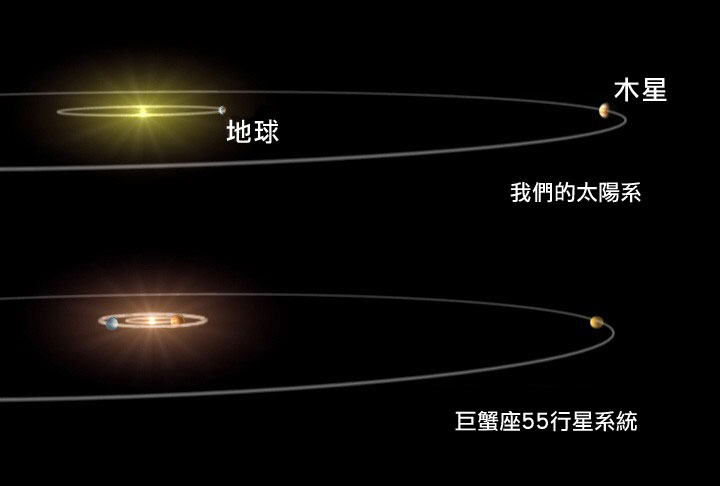
太陽系與巨蟹座55行星系統的比較圖。

加拿大天文學家布魯斯·坎貝爾等人在1988年的結果是首次獲得隨後觀測確認的發現，他們利用視向速度法發現圍繞少衛增八的行星；然而因為當年技術條件所限，包括發現者本身的天文學界都對結果有所保留。也有人懷疑這些其實是質量介乎於行星和恆星之間的棕矮星。
隨後不少觀測支持少衛增八（仙王座γ）擁有行星，但亦有研究顯示相反的證據。最終到了2003年運用改進了的觀測技術方能證實。
1991年，安德鲁·林恩等人聲稱運用脈衝星計時法發現了一個行星
PSR B1829-10的脈衝星行星。雖然結果受到注目，但林恩及其研究隊伍很快便撤回結果。

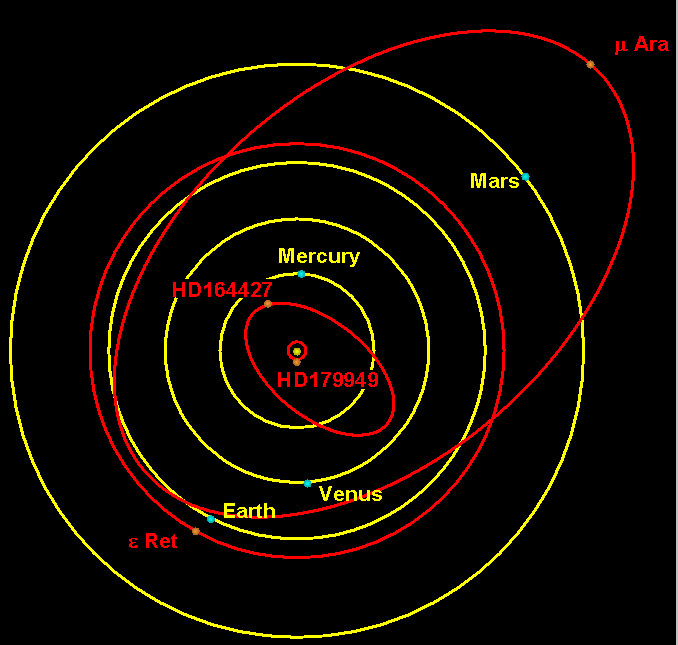
內太陽系和系外行星HD 179949 b、HD 164427 b、Epsilon Reticuli ab、及Mu Arae b軌道的比較圖。（所有母星皆在中央位置）

1992年，美国天文學家亞歷山大·沃爾茲森及戴尔·弗雷宣佈發現一個圍繞脈衝星PSR B1257+12的行星。這項發現迅速被確認，普遍認為這是首次對系外行星的確認。這些系外行星相信是由超新星的殘餘物所構成，或是巨型氣體行星的固體核心被超新星抛出所形成。
1995年10月6日，日內瓦大學的米歇爾·麥耶及戴狄爾·魁若茲宣佈首次發現一顆普通主序星（飛馬座51）的行星，這發現開展了當代的系外行星發現。先進的科技，特別是高解像度的光譜學，大大加速了新系外行星的發現。這些新發展讓天文學家可以憑行星對母星的重力影響間接偵測到系外行星的存在，亦有行星因為經過母星前面導致母星光度減弱而被發現。
截至2013年10月30日，人類一共發現了1031個系外行星，包括一些在早前已被發現但一度被外界否定，卻在後期才被證實的（如巴納德星的行星），當中很多都是由傑佛瑞·馬西的隊伍在加州大學的里克天文台和凱克天文台發現。現已發現了二十個擁有超過一個行星的星系，最早發現的一個為仙女座υ行星系統；另外亦有四個行星圍繞兩個脈衝星的情況。經紅外線觀測恆星盤亦顯示在一些行星系統中也存在著數以百萬計的彗星。

## 檢測的方法

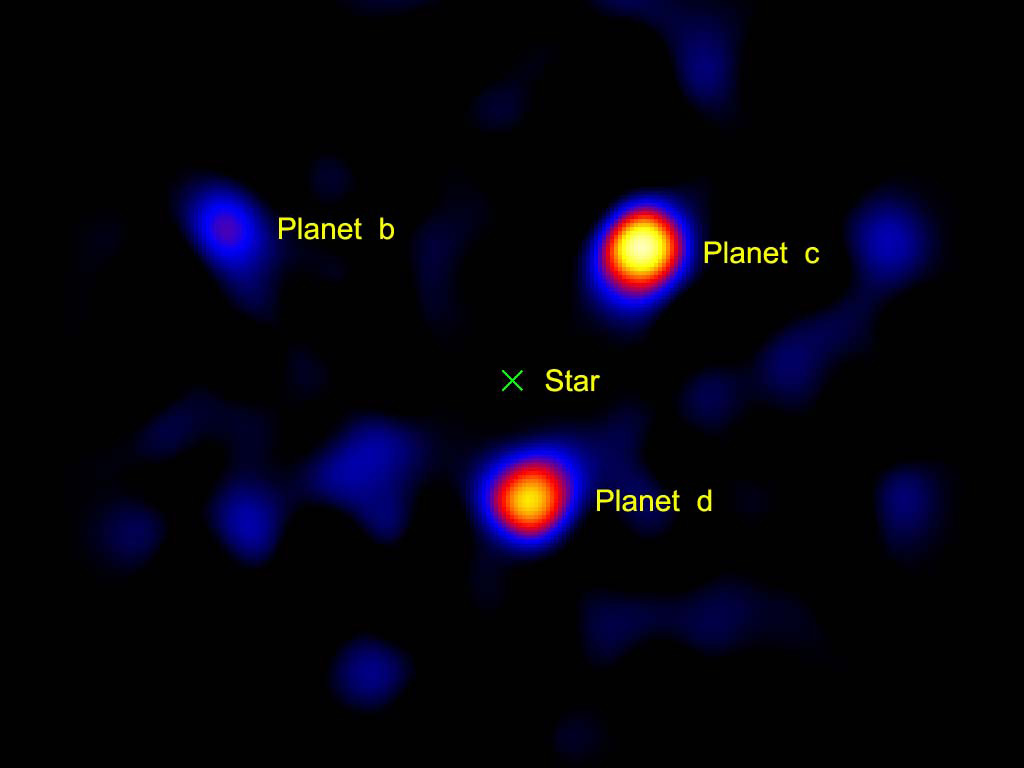
由威尔逊山天文台1.5米望遠鏡上的旋風星冕儀（Vortex coronograph）拍攝HR 8799（飛馬座V342）的三顆行星影像。

利用凌日法偵測系外行星，下方的線圖代表不同時間地球所接收到的光量。

相較於母恆星，行星是非常暗淡的；在可見光的波長，它們通常只有母恆星百萬分之一的亮度。這種微弱的光源是很難檢測到的，而且母恆星的眩光往往會掩蓋掉行星的微光。有必要遮擋掉母恆星的光芒以減少眩光，才能從地球上觀測到；這樣做是對在技術上是很大的挑戰。
所有直接獲得影像的系外行星不僅都很大（質量比木星大），而且離母恆星也很遠。它們大多數還很熱，因此他們發出激烈的紅外線輻射；獲得的紅外線影像會比可見光影像更為明亮。
雖然目前絕大多數的太陽系外行星只能以間接的方法檢測出來，但直接影像法在將來可能成為最重要的方法。下列是已經被證實非常有用的間接方法：
- 徑向速度或都卜勒法

當一顆行星繞著恆星公轉，恆星也會繞著質量中心在自己小小的軌道上移動。恆星徑向速度的變化 －就是它遠離或接近地球的速度－ 可以從因為都卜勒效應造成在譜線上的變化檢測出來。極小的速度變化，即使小到1m/s甚至更小，都可以看得出來。這是目前發現系外行星最有生產力成效的方法。它擁有的優點是適合各種性質的恆星；而缺點則是無法確知行星的質量，只能知道行星質量的下限。但是，如果可以從恆星的徑向速度區分出行星本身的徑向速度，就可以測量出行星真正的質量。還有一個限制是需要高信噪比，因此目前的技術只能檢測出距離160光年以內的系外行星。徑向速度法也用作確認凌日法的結果，一同運用則有助於估計行星的真實質量。
- 凌日法

如果一顆行星從母恆星的前方經過（凌），則觀測者會觀測到恆星的亮度會像滴了顆淚珠般下降了一點點。變暗的數值取決於行星的大小、恆星的大小，還有其它的因素等等。雖然他有大量的假陽性反應，而有必要做進一步的確認，但它依然是發現系外行星第二有成效的方法。凌日法可以提供行星半徑的資訊，有時它還能夠透過光譜研究行星的大氣層。配合徑向速度法，還可以提供更多的行星資訊。
- 凌日時間變分法

當存在著多顆行星時，相互之間對其它的軌道會有微小的攝動。一顆行星凌日週期的小變化可以指示另一顆行星的存在，而無關乎這顆行星是否會凌日。例如，系外行星WASP-3b凌日週期的微小變化，顯示這個系統有另外一顆行星存在，即不會凌日的WASP-3c。如果一個系統存在著多顆凌日的行星，也可以利用這種方法確認它們的存在。這種方法的另外一種形式，是測量聯星的食，可以揭露環繞這兩顆恆星外側的行星；在2011年11月，就用這種方法發現了5顆行星
- 重力微透鏡

當恆星的重力場產生像透鏡一樣的微透鏡，會放大遙遠背景恆星的光。環繞著恆星的行星會導致探測到的恆星光度會隨著時間的推移產生異常的放大。截至2011年6月，這種方法的結果只檢測到13次，但是這種方法的優點是對距離母恆星遙遠的行星非常敏感。
- 天體測量

天體測量包括精確測量恆星在天空中的位置，和觀察隨著時間推移的位置變化。由於行星的重力影響造成的恆星運動或許可以觀察得到，因為這種移動是非常的小，因此這種方法還不是很有成效。它只產生了幾個有爭議的檢測，然而它還是成功的用於調查以其他方式發現的行星的屬性。

### 脈衝星計時法

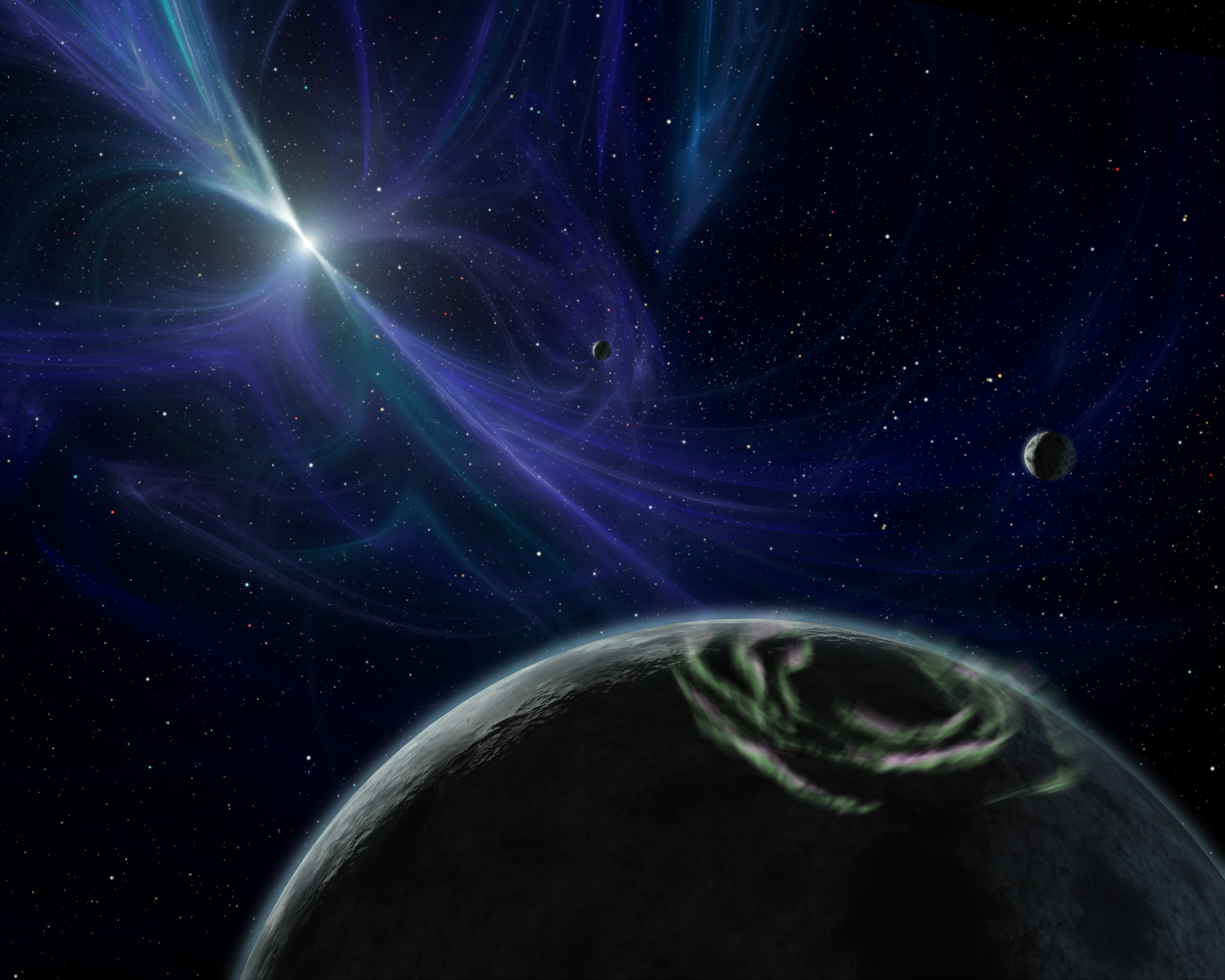
畫家筆下的脈衝星PSR B1257+12行星系統

脈衝星是超新星爆炸後留下來超高密度的中子星。隨著自轉，脈衝星發出極為有規律的電磁波脈衝，因此脈衝的輕微異常能顯示脈衝星的移動。和其它星體一樣，脈衝星亦會受其行星影響而運動，故此計算其脈衝變動便可估計其行星的性質。
這方法最初並非設計來偵測系外行星，但其敏感度是各方法之中最高，足以偵測到質量只有地球十分之一的行星。脈衝星計時法亦可以偵測到行星系統內相互的重力擾動，故此可以得到更多有關行星及其軌道的資料。然而因為脈衝星比較罕有，所以亦難以用這方法發現大量行星；而且因為脈衝星附近有極強的高能量輻射，生命似乎難以生存。
1992年亞歷山大·沃爾茲森便是利用了這個方法發現了PSR B1257+12的行星，而且被迅速確認，成為首個被確認的系外行星系統。

### 恆星盤法

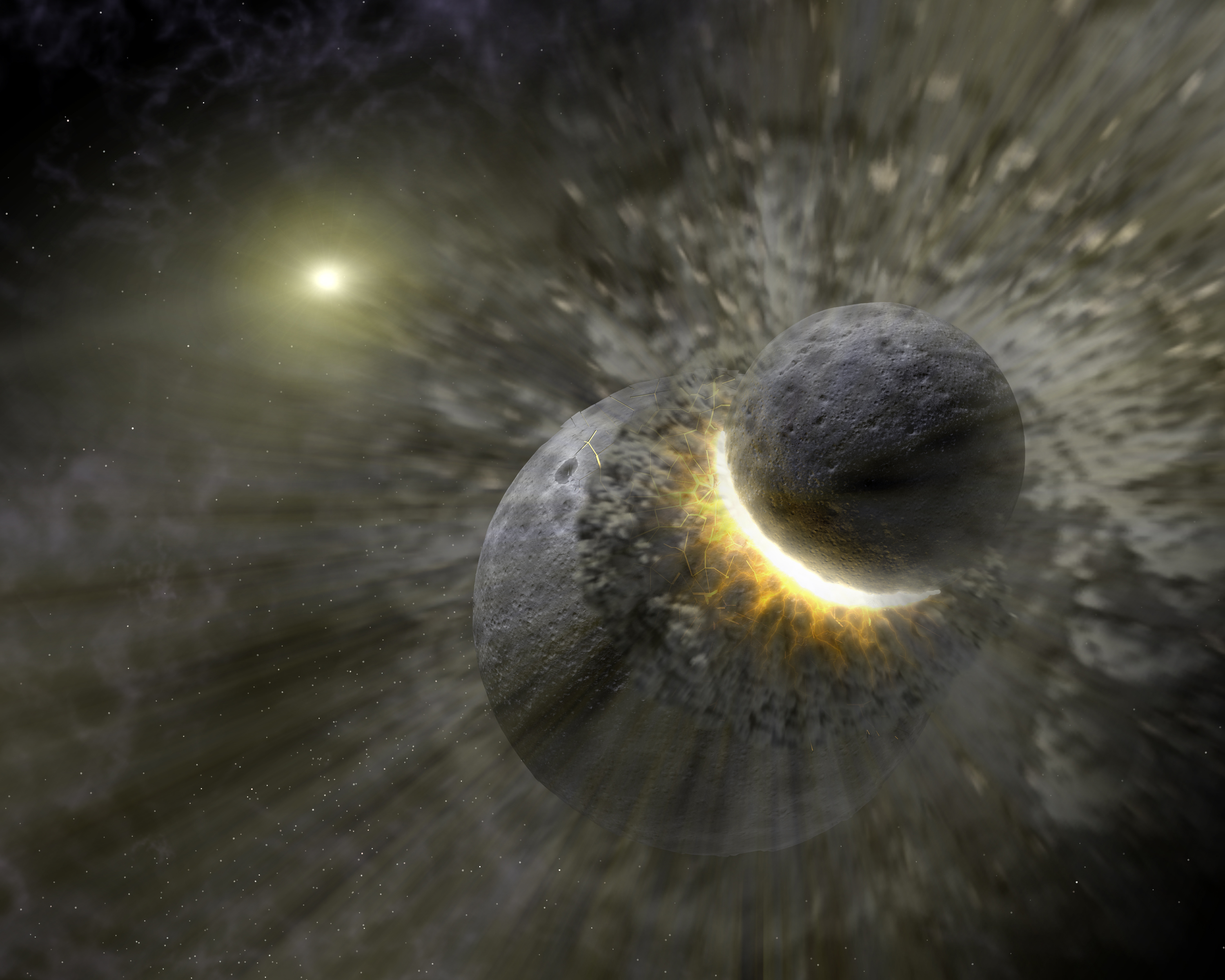
畫家筆下織女星附近兩顆冥王星大小的矮行星碰撞的情景。

很多恆星都被塵埃組成的恆星盤包圍，這些塵埃吸收了恆星的光再放出紅外線，因此可以被觀測。即使塵埃的總質量還不及地球，它們的總表面積仍足反映到可觀測的紅外線。哈伯太空望遠鏡可以通過其近紅外線攝影機和多物體光譜儀觀測這些塵埃，而史匹哲太空望遠鏡可以接收更廣闊的紅外線光譜以得到更佳的影象。在太陽系附近的恆星之中，已有超過15%被發現有塵埃盤。
一般相信這些塵埃是由彗星或小行星碰撞中形成，而在恆星的輻射壓力下，很快便會把塵埃推至星際空間。故此偵測到塵埃盤便代表恆星附近有不斷的碰撞以補充失散的塵埃，是恆星擁有彗星或小行星的間接證據。例如鯨魚座τ附近的塵埃盤便顯示這恆星擁有比太陽系多出十倍以上，類似凱伯帶中的物體。
在一些情況下塵埃盤可以顯示有行星的存在。有些塵埃盤中間有空洞或形成團狀，都可能表示有行星在＂清理＂其軌道或塵埃受到行星引力影響而結集。在波江座ε便發現了有這兩種特質的塵埃盤，意味著當中可能有一個軌道半徑達40天文單位的行星；通過視向速度法，亦發現了另一個軌道較細的行星。

### 直接攝影

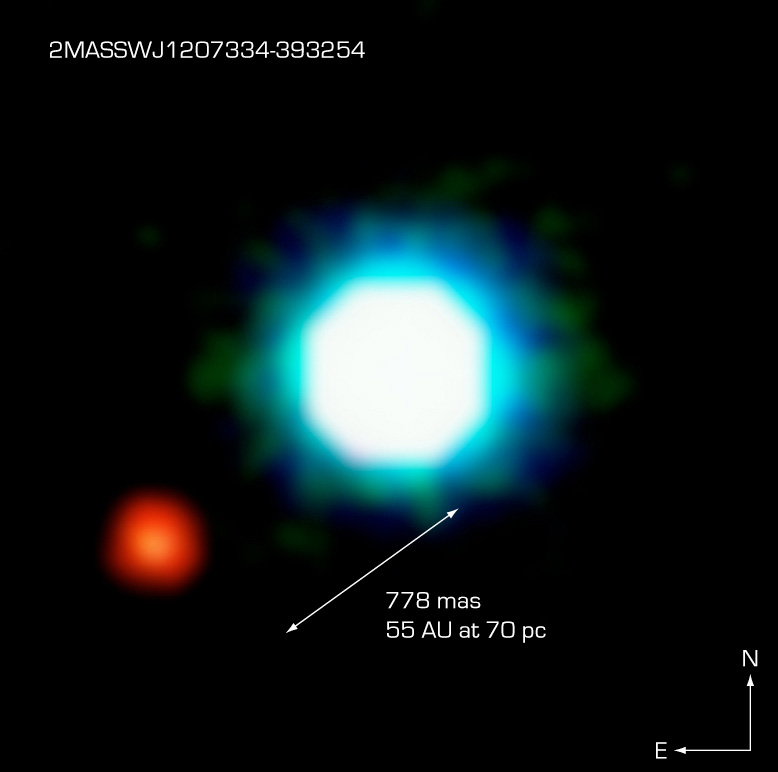
2M1207（藍色）及其行星2M1207b

因為行星相比於其母星都是非常暗淡的，所以一般都會被母星的光掩蓋，故此要直接發現系外行星幾乎是不可能的。但在一些特殊情況，現代的望遠鏡亦可以直接得到系外行星的影象，例如行星體積特別大（明顯地大於木星），與母星有一段較大距離，以及較為年輕（故此溫度較高而放出強烈的紅外線）。

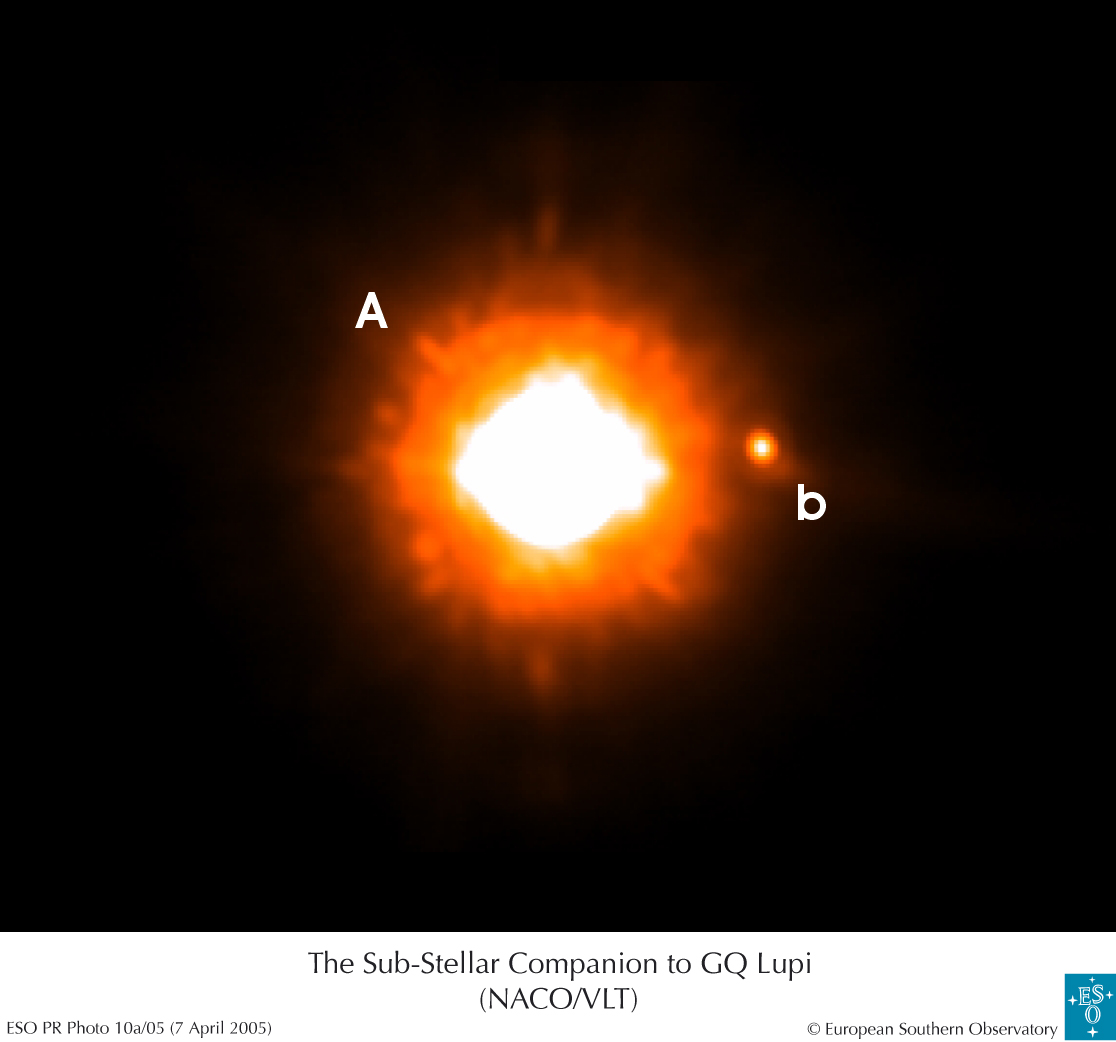
豺狼座GQ及可能為行星的豺狼座GQb。

在2004年7月，天文學家們利用歐洲南天文台的甚大望遠鏡陣列在智利拍攝到棕矮星2M1207及其行星2M1207b。在2005年12月，2M1207b的行星身分被證實。估計這系外行星質量比木星高幾倍，而且軌道半徑大於40天文單位。直至2006年9月為止這是唯一被直接拍攝到而且被確認的系外行星。
当時還有另外三個疑似系外行星被拍攝到，包括豺狼座GQb、AB Pictoris b、及SCR 1845 b。截至2006年3月，當中未有任何一個被證實為行星；相反地，它們可能是小型的棕矮星。
2008年5月，加州大学伯克利分校的天文学家保羅·卡拉斯从哈勃太空望远镜所拍照片中找到了到北落师门的一颗行星北落师门b，这是该望远镜首次直接拍摄到太阳系外行星，其亮度只有北落师门的10亿分之一。

## 發展中的觀察方法
數項計劃中的太空任務已配備一些上述的偵測方法。在太空進行偵測可以得到更高的敏感度，因為避免了地球大氣層擾動影響，以及探測到不能穿透大氣層的紅外線。預期這些太空探測器可以偵測到和地球類似的行星。

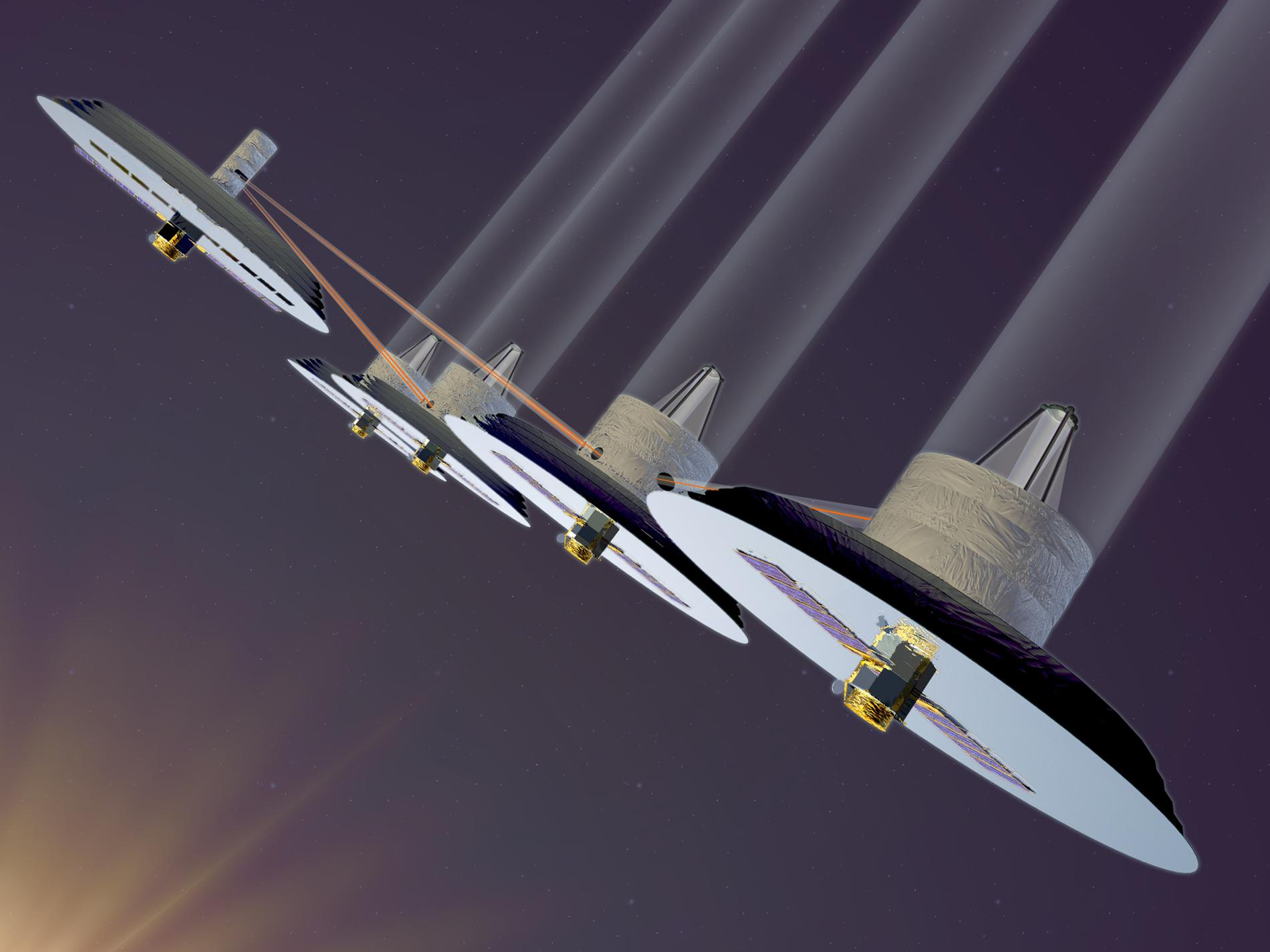
類地行星發現者

歐洲太空總署的對流旋轉和行星橫越計劃以及美國太空總署的克卜勒任務均會使用凌日法。COROT可以偵測到略為大於地球的行星，而克卜勒太空望遠鏡更有能力偵測到比地球更小的行星。預期克卜勒太空望遠鏡亦有能力探測到小軌道大型行星的反光，但不足以構成影像；正如月球的月相一樣，這些反光會隨時間而增加或減少，分析這些數據甚至可以顯示其大氣內的物質分佈。透過這方法克卜勒太空望遠鏡可以找到更多未被發現的系外行星。
美國太空總署計劃在2014年發射的太空干涉測量任務將使用天體測量法在鄰近恆星之中尋找類似地球的行星。歐洲太空總署的達爾文計畫（Darwin）探測器及美國太空總署的類地行星發現者 則會嘗試直接拍攝系外行星的照片。最近被提議的新世界任務更有遮光設備以阻擋恆星的光芒，容許天文學家直接觀察到暗淡的系外行星。
2006年2月2日，美國太空總署宣佈因為財政理由要無限期擱置TPF計劃；2006年6月，美國眾議院的撥款委員會恢復部分撥款，讓計劃最少可進行至2007年。12月27日，COROT卫星升空。美國的開普勒太空望遠鏡在2009年3月6日發射。

## 定義
根據國際天文聯會的“行星”定義，行星必須圍繞一顆恆星。然而此定義僅適用於太陽系內的行星，所有的太陽系外行星被排除在外。為此2001年國際天文聯會針對太陽系外行星作以下定義（2003年有修訂）：
|  | 1. 物體的真實質量在能進行氘聚變的熱核反應極限之下（目前的計算相當於是13個木星質量的太陽系物質），環繞著恆星的天體是行星（不考量形成的方式）。最低的外太陽系行星質量/尺寸應該等同於太陽系內的行星。 2. 次恆星的真實質量應該在能進行氘聚變的熱核反應極限之上，無論是如何形成或位於何處，稱為棕矮星。 3. 在年輕星團中的自由天體，質量低於氘聚變極限之下的不是行星，但歸類為次棕矮星（也可以是其他任何被認可的名稱）。 |

## 命名
系外行星命名是在母星名字後加上一個小寫英文字母。在一個行星系統內首個發現的行星將加上「b」，如飛馬座51b，而隨後發現的則依次序為飛馬座51c，飛馬座51d等。不使用「a」的原因是因為可被解釋為母星本身。字母的排列只按發現先後決定，因此在格利泽876系統內最新發現的Gliese 876 d卻是系統內已知軌道最小的一個行星。
在飛馬座51b於1995年被發現前，系外行星有不同的命名方法。最早被發現的PSR B1257+12行星以大寫字母命名，分別為PSR 1257+12 B及PSR 1257+12 C。隨後發現了一個更為接近母星的行星時，卻命名為1257+12 D而不是A。
一些系外行星也有非正式的外號，例如HD 209458 b又稱歐西斯。
2019年國際天文聯合會百周年慶，開放了百餘個系外行星給112國以公眾投票方式加以命名，共計獲36萬個命名提案，42萬人投票（页面存档备份，存于）。授予臺灣命名的系外行星-恆星系統獲名為「水沙連－－麗」（原科學編號為HD1000665）。香港將他們的系外行星和母恆星名稱取為「太平山 -- 獅子山 」，中國則是「望舒（页面存档备份，存于） -- 羲和（页面存档备份，存于）」。

## 一般性質

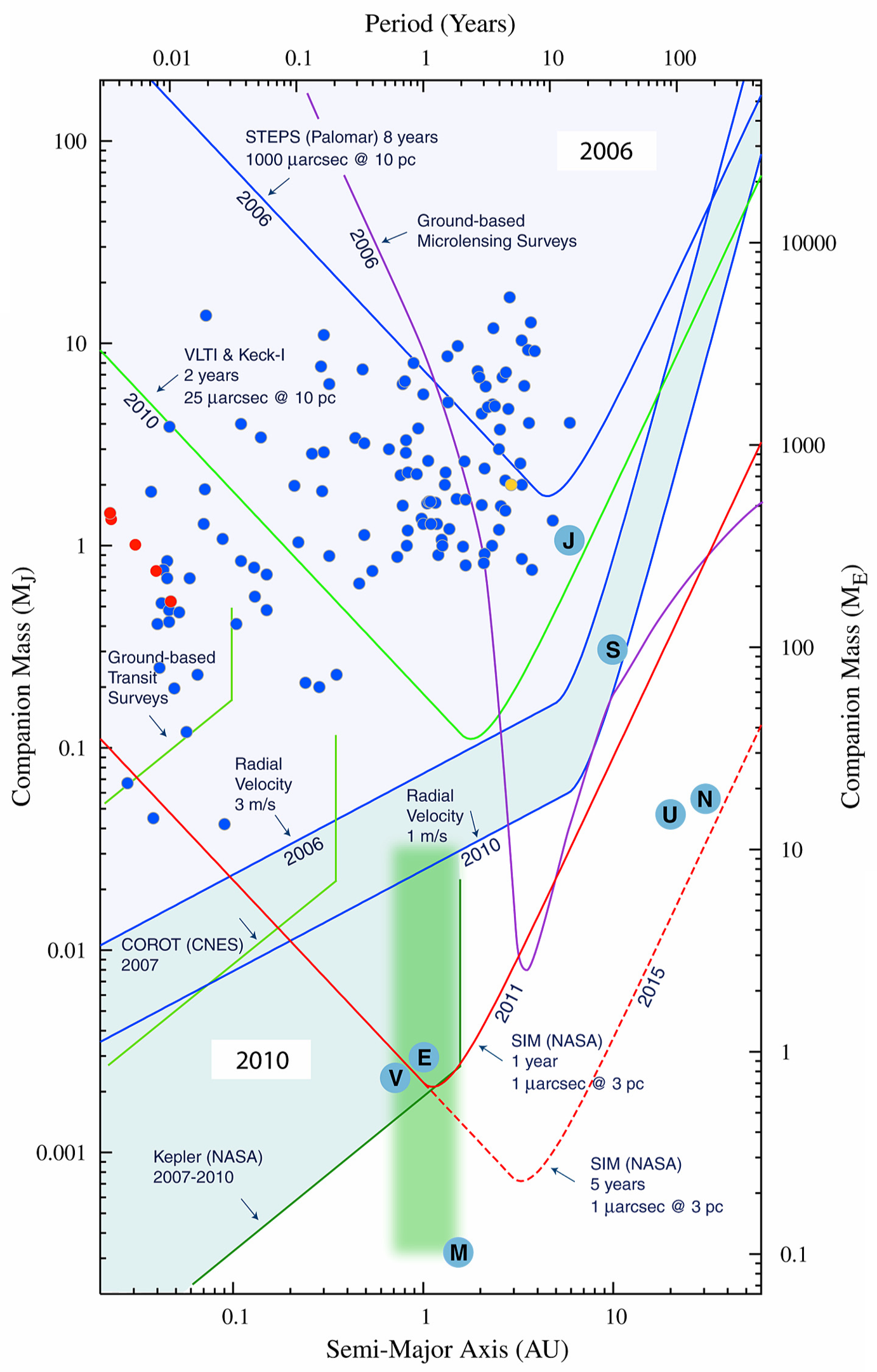
截至2004年8月31日，所有以視向速度法（藍點），凌日法（紅點）和重力微透鏡法（黃點）所發現的系外行星。同時亦顯示了太空和地面儀器的偵測極限。

大部分已知的系外行星都是圍繞和太陽類似的恆星，即恆星光譜為F，G或K的主序星，原因之一是搜尋計劃都傾向集中研究這類恆星。即使考慮到這點，統計分析亦顯示低質量恆星（恆星光譜為M的紅矮星）一般較少擁有行星或只有低質量行星。
所有恆星成分都以最輕的氫和氦為主，但亦有小量較重的原素如鐵，天文學家以此描述恆星的金屬性。較高金屬性的恆星通常擁有較多行星，而且行星亦傾向有較高質量。
絕大部分已知的系外行星都是高質量的，當中90%是超過地球的10倍，很多亦明顯比太陽系最重的木星為高。然而這只是一種觀測上的選擇性偏差，因為所有偵測方法都利於尋找高質量行星。這種偏差令統計分析難以進行，但似乎低質量行星實際上比高質量的更為普遍，因為在困難的情況下天文學家仍能發現一些只比地球質量高數倍的行星，顯示它們在宇宙中應甚為普遍。
已知的系外行星中，相信絕大部分有大量氣體，如太陽系中的巨行星一樣。但這只有經凌日法方可證實。部分小型的行星被懷疑由岩石構成，類似地球和其它太陽系內行星。
很多系外行星的軌道都比太陽系的行星要小，但這同樣是因為觀測限制帶來的選擇性偏差，因為視向速度法對小軌道的行星最為敏感。天文學家最初對這種現象很疑惑，但現在已清楚大部分系外行星（或大部分高質量行星）都有很大的軌道。相信在大部分行星系統中，都有一或兩個大型行星的軌道半徑類似木星和土星的軌道。
軌道離心率是用作形容軌道的橢圓程度，大部分已知的系外行星軌道都有較高的離心率。這並非選擇性偏差，因為偵測的難易程度和軌道離心率沒有太大的關係。這種現象仍是一個謎，因為現時有關行星形成的理論都指軌道應是接近圓形的。這亦顯示太陽系可能是不平常的，因為當中所有行星軌道基本上都是接近圓型的。
有關系外行星仍有不少未解之謎，例如它們的詳細成分和衛星的普遍性。其實最有趣的問題之一是這些系外行星能否支持生命的存在。一些行星的確是處於生命適居的範圍內，條件可能和地球類似；這些行星大都是類似木星的巨型行星，若它們擁有大型的衛星便是最有機會孕育生命的地方。然而即使生命在宇宙間普遍存在，若他們並非有高度文明，以星際距離之遠實難以在可預見的時間內發現。

## 值得注意的系外行星
在系外行星研究歷史上有不少里程碑。1992年沃爾茲森及弗雷首次在《自然》發表發現系外行星的報告，顯示脈衝星PSR B1257+12擁有行星。脈衝星行星的發現仍被認為是不尋常的事。飛馬座51b是首個發現的主序星行星，由米歇爾·麥耶及戴狄爾·魁若茲於1995年10月6日在《自然》發表。天文學家最初都對這個＂熱木星＂（即小軌道大質量的氣體行星）感到驚訝，但很快便發現更多類似的行星。
自此以後，值得注意的發現包括：

### 1996年
- 大熊座47b：為第一顆發現圍繞主序星運轉的長周期行星。軌道距離母星有2.14天文單位，環繞週期為1095.0 ± 2.9地球日，質量為2.62倍木星質量。唯一與大部分長周期行星不同的是，其軌道離心率為0（正圓形軌道）[73]。

### 1998年
- 格利澤876b：為環繞葛利斯876恆星的三顆類地行星中最大的一顆行星，體積為木星的兩倍[74]。

### 1999年
- 仙女座υ：4月，天文學家公佈第一次在太陽系外發現有多顆行星環繞的行星系統。該行星系統以3顆類木行星所組成，為仙女座的成員之一，亮度為4星等，用肉眼即可觀察到[75]。
- HD 209458 b：該行星最初是用徑向速度法發現，後來成為第一個被觀測到凌日的系外行星。凌日觀測證實了此天體的行星身分[76]。

### 2001年
- HD 209458 b：利用哈伯太空望遠鏡，天文學家發現了HD 209458 b的大氣層含有的鈉比預期低，顯示雲層遮蔽了低層的大氣[77]。

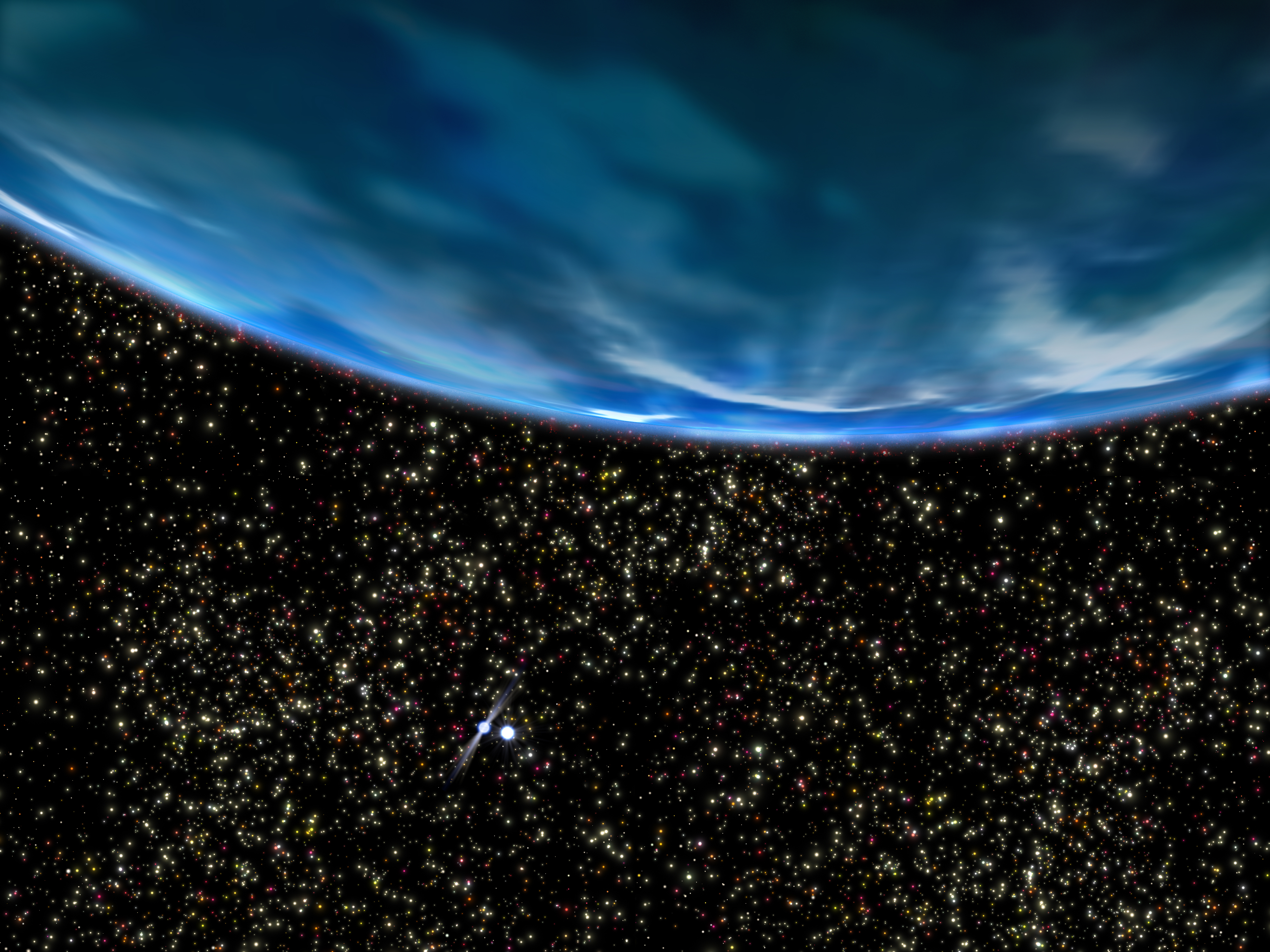
畫家筆下的脈衝星行星PSR B1620-26c。

### 2002年
- 天龙座ιb：為天文學家發現第一顆環繞巨星的行星。母星為K型巨星左樞（天龙座ι），且離心率較高，比地球多了27.5%[78]。

### 2003年
- PSR B1620-26c：Steinn Sigurdsson及其研究隊伍分析了哈伯太空望遠鏡得到的資料，證實了PSR B1620-26c這個已知最古老的系外行星，估計有125億年。這行星位於離地球5600光年的天蠍座M4星團，質量為木星的兩倍，是唯一已知圍繞雙星的行星（母星分別為脈衝星和白矮星）[79]。

### 2004年
- 天壇座μd：8月歐洲南天文台的高精度徑向速度行星搜索器發現了天壇座μ的一顆質量約為地球14倍的行星天壇座μd，為截至2006年9月已知質量第三低的主序星行星，而且可能是首個太陽系以外的主序星的類地行星[80]。
- 2M1207b：為第一顆以直接攝影法發現的行星，也是首顆環繞棕矮星的行星。母星為棕矮星2M1207，質量估計為3到10倍的木星質量，與恆星的距離約為41AU，相當於太陽與冥王星之間的距離[81]。2M1207b為一顆氣態巨行星，表面平均溫度為1,600K（攝氏1,300度），因此被認定為無生命存在之行星[82]。

### 2005年
- 葛利斯876d：紅矮星Gliese 876的第三個行星Gliese 876 d於6月被天文學家發現。其質量約只有地球7.5倍，是已知第二低的系外主序星行星，而且幾乎可以肯定這行星由岩石組成。其軌道半徑只有0.021天文單位，公轉週期為1.94日[83]。
- HD 149026b：天文學家7月發現的HD 149026 b的核心質量為地球質量70倍，佔其總質量的三分之二，是已知擁有最大核心的行星[84]。

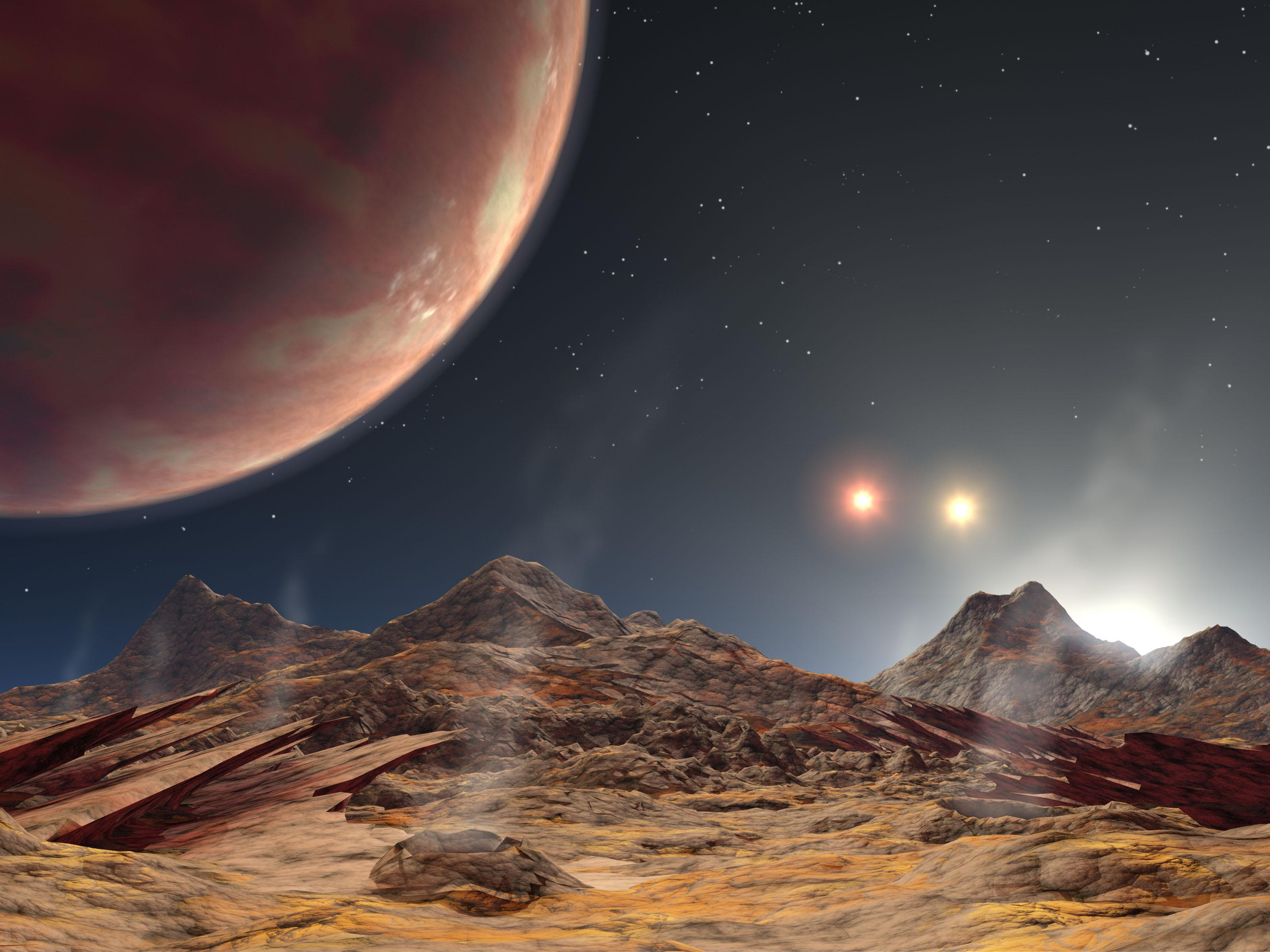
畫家筆下的HD 188753 Ab的虛搆衛星上的三重日落。

- HD 188753 Ab：天文學學7月宣佈發現一個約在149光年的三星系統（黃、橙、紅色）中的行星HD 188753 Ab，對現今的行星形成理論造成挑戰[85][86]。這是一個略為大於木星的氣體行星，圍繞天鵝座HD 188753系統的主星公轉，故稱為HD 188753 Ab，公轉週期為3.3日，軌道半徑約十二分之一天文單位。另外兩個恆星互相旋轉週期為156日，並同時以25.7年週期繞著主星公轉，和主星距離約為土星與天皇星軌道半徑之間。這兩個恆星對主流的熱木星形成理論造成挑戰，這理論指大型氣體行星在一個較遠的距離形成，然後以未知的機制轉移到星系內圍；然而兩個恆星的存在使這個理論不適用，因為它們會妨礙外圍行星的形成。

畫家筆下的系外行星OGLE-2005-BLG-390Lb。

### 2006年
- OGLE-2005-BLG-390Lb：天文學家1月25日公佈了OGLE-2005-BLG-390Lb的發現。這行星約在21,500光年以外的銀河系中心，以重力微透鏡法發現，質量估計為地球5.5倍，表面溫度只有攝氏-22°，是已知質量最低、距離最遠、亦可能是最冷的主序星系外行星。在此以前發現的低質量行星都只有很小的軌道，而OGLE-2005-BLG-390Lb的軌道半徑則估計有2.6天文單位[87][88]。
- HAT-P-1b：利用一個稱為＂HAT＂的自動小型望遠鏡網絡，哈佛-史密松天体物理中心的天文學家發現了一個系外行星HAT-P-1b，其母星為450光年之外位於蠍虎座的一個雙星系統中的其中一個恆星，行星半徑為木星的1.38倍而密度只有木星的一半，是已知密度最低的行星。現時仍不清楚這行星如何形成，但相信這類低密度行星（包括HD 209458 b）會有助了解行星形成的過程。哈佛-史密松天体物理中心的Robert Noyes說：＂我們不能不說發現HD 209458 b是一件僥倖的事，這個新發現提示了我們有關行星形成理論中遺漏的東西。＂[89]

### 2009年
- 柯洛7b：2月3日，歐洲南方天文台宣布已發現環繞恆星柯洛7的系外行星COROT-7b。主導此發現的柯洛計畫表示因與母星的距離不到0.02個天文單位，所以軌道周期只有20個小時，為目前發現中軌道周期最短的系外行星[90]。另該行星的直徑只有地球的1.7倍，但質量卻有地球的5.6-11倍[91]，因此可能為岩石行星。然而離母星太近，該行星的表面溫度可能達1000-1500 °C，所以有人認為該行星是由等量的水蒸氣和岩石所構成[92]。
- 格利泽581e：在4月21日，歐洲南方天文台的天文學家宣布發現環繞Gliese 581的第4顆行星，距離母星小於0.03個天文單位，質量只有地球的1.9倍，迄2010年一月仍是迄今發現最小、質量最接近地球，環繞著主序星的系外行星。.[93]
- 30顆新行星：在10月19日，宣布使用徑向速度法新發現了30顆行星。2009年10月也是在一個月內發現最多行星的月份，打破了2002年6月和2009年8月發現17顆系外行星的記錄。
- 室女座61和HD 1461：在12月14日，發現三顆行星，其中一顆是超級地球，另外兩顆質量與海王星相當的大行星。此外還發現一顆超級地球和兩顆未經證實行星環繞著HD 1461。這些發現顯示在周圍鄰近的恆星發現低質量恆星的環繞軌道是很平常的。室女61是第一顆有超級地球環繞的類太陽恆星[94]。
- GJ 1214 b：天文學家在12月16日，用凌日法發現一顆超級地球。經由質量和半徑測量得到的密度，天文學家認為這顆行星可能是一顆75%是水，25%是岩石構成的海洋行星。在這顆行星上的一些水應該是以異於尋常的冰七型態存在。這是MEarth計劃發現得第一顆系外行星，這個計畫利用凌日法發現經過M-型恆星前方的超級地球[95]。

### 2010年
- 格利泽581g：天文學家發現迄今最像地球的一個太陽系外行星，它位於恒星系統的適居帶內，可能適合生命存在。這個類地球行星是一個多岩石的星球，位於天秤座，距離地球約20光年。
- 克卜勒9：第一個使用凌日法發現多顆系外行星的恆星[96]。目前該恆星旁已發現三顆行星。
- HIP 13044b：在其他星系形成的行星，原屬星系已被銀河系併吞。距離地球約2000光年[97][98][99][100][101][102][103][104][105][106]。但是后续的研究表明之前的观测存在误差，实际上该行星并不存在。[107]

### 2011年
- 開普勒11（Kepler-11）：2月2日公布以凌日法發現至少有6顆行星[108]。
- 1235個行星候選天體：天文學家2月2日公佈開普勒太空望遠鏡發現有1235個行星候選天體，其中54個可能位於適居帶[109][110]。
- MOA-2009-BLG-387Lb : 在2011年2月21日被公佈，利用微引力透鏡方法發現的系外行星。[111]
- 開普勒16b：天文學家9月15日公布，是首個環繞聯星系統的系外行星[112]。
- 克卜勒20：有5顆行星的行星系，其中的克卜勒20e和克卜勒20f是首次發現體積與地球相若的行星[113]
- 克卜勒22b：天文學家12月5日公布，是克卜勒太空望遠鏡發現第一個位於類太陽恆星適居帶的太陽系外行星。

### 2012年
- HIP 11952：是已知擁有系外行星的恆星中年代最久的恆星，已發現兩顆氣體巨行星[114]。但在2013年，根据由HARPS-N提供的高精度数据，证实HIP 11952并不拥有行星。[115]
- 克卜勒47：是第一個擁有超過一顆以上環聯星運轉行星的聯星系統[116]。
- 半人馬座α Bb：2012年10月16日發現至今最近的系外行星，距離地球僅4.37光年，母恆星南門二B[117]。

## 註解
1. ↑  就這個五分之一的統計量而言，「類太陽」是指G型恆星。沒有類太陽恆星的數據，所以這個統計數據是從K型恆星的數據中推斷出來的。
2. ↑  就此 1/5 統計量而言，「地球大小」意味著1-2個地球半徑。
3. ↑  For the purpose of this 1 in 5 statistic, "habitable zone" means the region with 0.25 to 4 times Earth's stellar flux (corresponding to 0.5–2 AU for the Sun).
4. ↑  銀河系中的恆星數量尚不清楚，但假設為2,000億顆，大約1/4的恆星是類太陽的GK型恆星。因此，銀河系將有大約500億顆恆星類太陽（GK）恆星，其中約五分之一（22%）或110億顆將在適居帶中擁有地球大小的行星。若包括紅矮星將增加到400億顆。

## 外部連結
搜尋計劃
- 加利福尼亞大學行星搜尋計劃（页面存档备份，存于）
- 日內瓦系外行星搜尋計劃（页面存档备份，存于）
- PlanetQuest分散式計算計劃（页面存档备份，存于）
- SuperWASP廣角行星搜尋計畫（页面存档备份，存于）

网上資源
- 美國太空總署－PlanetQuest（页面存档备份，存于）
  - PlanetQuest－太陽系400光年以內的系外行星立體地圖
  - PlanetQuest－動畫介紹
- 德國系外行星研究中心－Jena/Tautenburg（页面存档备份，存于）
- 耶拿大學－天體物理學院及大學天文台（页面存档备份，存于）
- 系外行星百科全書（页面存档备份，存于）
- 已知行星系統列表（页面存档备份，存于）
- 系外行星XML資料庫
- Andrew Collier Cameron, Extrasolar planets, Physics World (2001年1月).（網上版本（页面存档备份，存于））
- 系外行星或母星動態資料庫
- 重要系外行星列表（页面存档备份，存于）
- D. Montes，馬德里卡姆魯騰斯大學－系外行星（页面存档备份，存于）
- 太陽系外視野

新聞报道
- 哈伯望遠鏡發現大氣被蒸逸的系外行星（页面存档备份，存于）
- 華人科學家首發現系外行星（页面存档备份，存于）